# Cầu treo Kon Klor
Cầu Kon Klor là một cây cầu treo bắc qua sông Đăk Bla tại thành phố Kon Tum, tỉnh Kon Tum, Việt Nam.
Cầu nằm ở phía đông thành phố Kon Tum, nối liền phường Thắng Lợi và xã Đăk Rơ Wa.
Cầu treo Kon Klor có chiều dài 292 m, chiều rộng 4,5 m. Cầu có màu vàng cam nổi bật, tạo thành điểm nhấn trên dòng sông Đăk Bla.
Công trình được khởi công xây dựng vào ngày 3 tháng 2 năm 1993 và hoàn thành ngày 1 tháng 5 năm 1994.